# Gaturamo-oliváceo
Eufónia-olivácea ou gaturamo-oliváceo (Euphonia gouldi) é uma ave passeriforme da família dos tentilhões. É um criador residente nas planícies caribenhas e no sopé do sul do México ao oeste do Panamá.
A eufonia de costas de azeitona é encontrada em florestas úmidas, segundo crescimento alto e clareiras adjacentes, normalmente do nível do mar a 750 m de altitude, às vezes até 1000 m. O ninho esférico em forma de taça, com entrada lateral, está escondido entre epífitas ou musgos 2–11 m de altura em uma árvore. A embreagem normal é de três ovos brancos marrons.

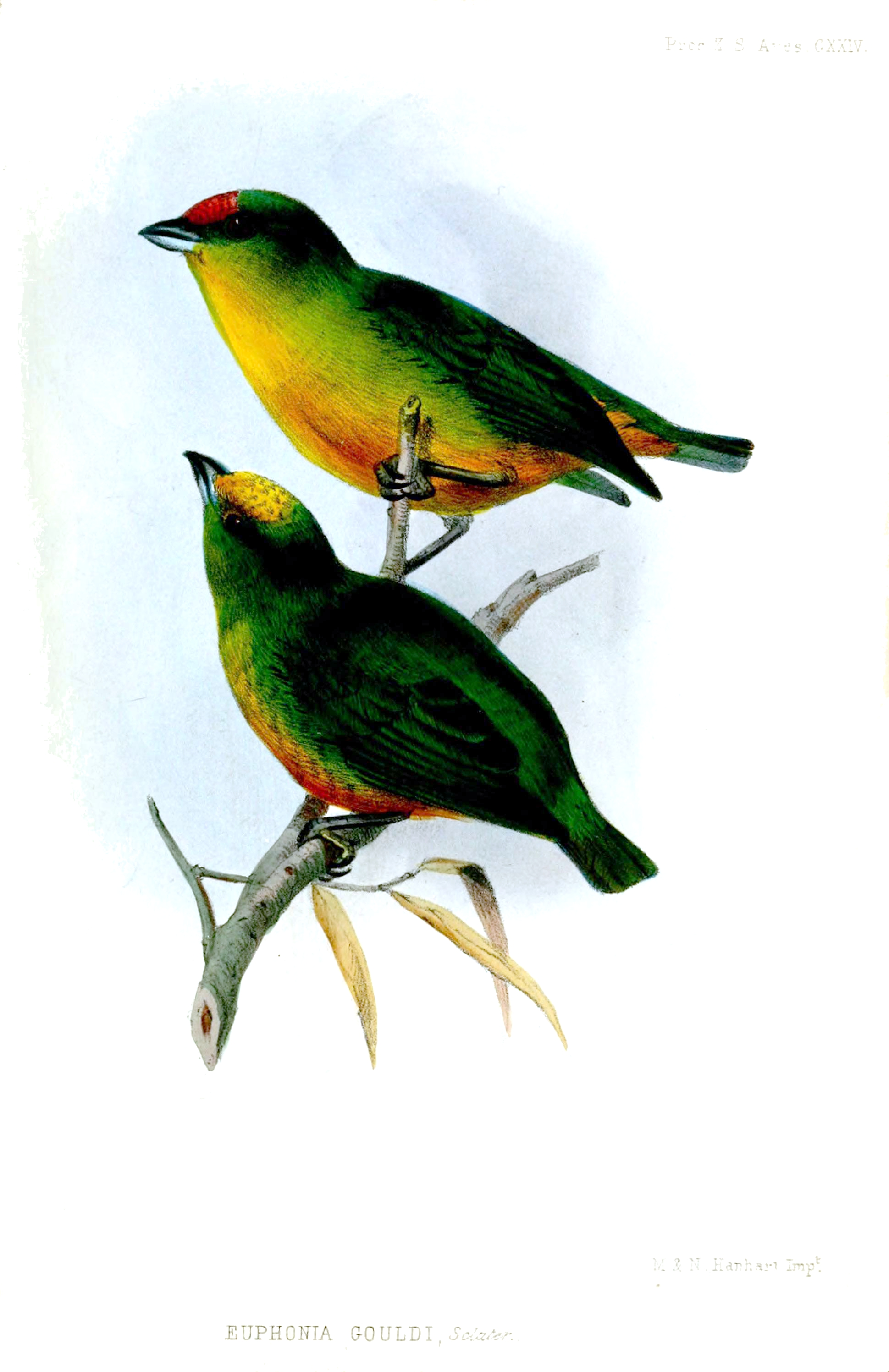

A eufonia com dorso de azeitona adulta é de 9,5 cm de comprimento e pesa 12 g. O macho adulto tem a parte superior verde-oliva brilhante, a testa amarela e a barriga avermelhada cercada de amarelo. A fêmea adulta tem as partes superiores menos brilhantes do que o macho, uma testa castanha, partes inferiores amarelas e uma pequena mancha ruiva na barriga. Os imaturos são mais escuros, mais opacos e têm partes inferiores verde-oliva.
A eufonia dorso-oliva ocorre em pequenos grupos, ou como parte de um bando de alimentação de espécies mistas . Esta espécie se alimenta principalmente de pequenos frutos.
O canto da eufonia de dorso oliva é um chrrr-chrrr metálico, e o canto é uma mistura do canto com assobios claros ou nasais.
O nome científico da espécie homenageia John Gould, o ornitólogo inglês.